# Szirti kövirigó
A szirti kövirigó (Monticola rupestris) a madarak osztályának verébalakúak (Passeriformes)  rendjébe és a légykapófélék (Muscicapidae) családjába tartozó faj.

## Rendszerezése
A fajt Louis Pierre Vieillot francia ornitológus írta le 1818-ban, a Turdus nembe Turdus rupestris néven.

## Előfordulása
Afrika déli részén, Botswana, a Dél-afrikai Köztársaság, Lesotho és Szváziföld területén honos. Természetes élőhelyei a szubtrópusi és trópusi gyepek és cserjések, sziklás környezetben, valamint vidéki kertek. Állandó, nem vonuló faj.

## Megjelenése
Testhossza 21 centiméter.
|  |  |

## Természetvédelmi helyzete
Az elterjedési területe nagyon nagy, egyedszáma pedig stabil. A Természetvédelmi Világszövetség Vörös listáján nem fenyegetett fajként szerepel.